# Naughty Bits
Naughty Bits é o título de uma  revista em quadrinhos escrita e ilustrada por Roberta Gregory, e publicada pela Fantagraphics Books entre março de 1991 e julho de 2004, por um total de 40 questões. A série apresenta a história de Midge McCracken, também conhecida como "Bitchy Bitch", uma mulher comum, frustrada e irada com o mundo, e que frequentemente se irrita com as situações ao seu redor - o tipo de pessoa que a autora definiria como "sem noção", mas que "podia se identificar com as coisas que a irritavam". Gregory foi indicada ao Eisner Award de "Melhor Escritora" em 1993 por seu trabalho na série

## Volumes encadernados
- A Bitch is Born:  Adventures of Midge the Bitchy Bitch (Fantagraphics, 1994) ISBN 978-1560971566
- Naughty Bits vol. 2: As Naughty as She Wants to Be (Fantagraphics 1996) ISBN 978-1560971825
- At Work and Play with Bitchy Bitch (Fantagraphics, 1996) ISBN 978-1560973065
- Bitchy's College Daze: Adventures of Midge the Bitchy Bitch (Fantagraphics, 1998) ISBN 978-1560972778
- Bitchy Butch: World's Angriest Dyke (Fantagraphics, 1999) ISBN 978-1560973492
- Burn Bitchy Burn (Fantagraphics, 2002) ISBN 978-1560974925
- Life's a Bitch: Complete Bitchy Bitch Stories (Fantagraphics, 2005) ISBN 978-1560976561